# Glycyphana reischigi
Glycyphana reischigi är en skalbaggsart som beskrevs av Krajcik 2009. Glycyphana reischigi ingår i släktet Glycyphana och familjen Cetoniidae. Inga underarter finns listade i Catalogue of Life.